# Lecanorchis javanica
Lecanorchis javanica är en orkidéart som beskrevs av Carl Ludwig von Blume. Lecanorchis javanica ingår i släktet Lecanorchis och familjen orkidéer. Inga underarter finns listade i Catalogue of Life.